# خانات ایروان
خانات ایروان (به ارمنی: Երևանի խանություն)  یک حکومت خان‌نشین خراج‌گذار بود که از دوره صفویان تا سال ۱۸۲۸ میلادی به مساحت حدود ۱۹۵۰۰ کیلومتر مربع در بخش ارمنستان شرقی حکومت می‌کرد و تابع دولت مرکزی ایران بود.
خانات ایروان در جنوب پادشاهی گرجی کارتلی-کاختی، شرق امپراتوری عثمانی، شمال خانات نخجوان، غرب خانات قره‌باغ و جنوب غرب خانات گنجه قرار گرفته بود.
قبل از سال ۱۷۳۶ میلادی ارمنستان به صورت نیمه فئودالی یا نظام ارباب رعیت اداره می‌شد و سرانجام از سال ۱۷۴۷ میلادی سیستم خان‌نشین بر ارمنستان تثبیت می‌شود.
خانات ایروان در سال ۱۸۲۸ میلادی در پی پیمان ترکمنچای از ایران جدا و به امپراتوری روسیه واگذار شد.

## تاریخ

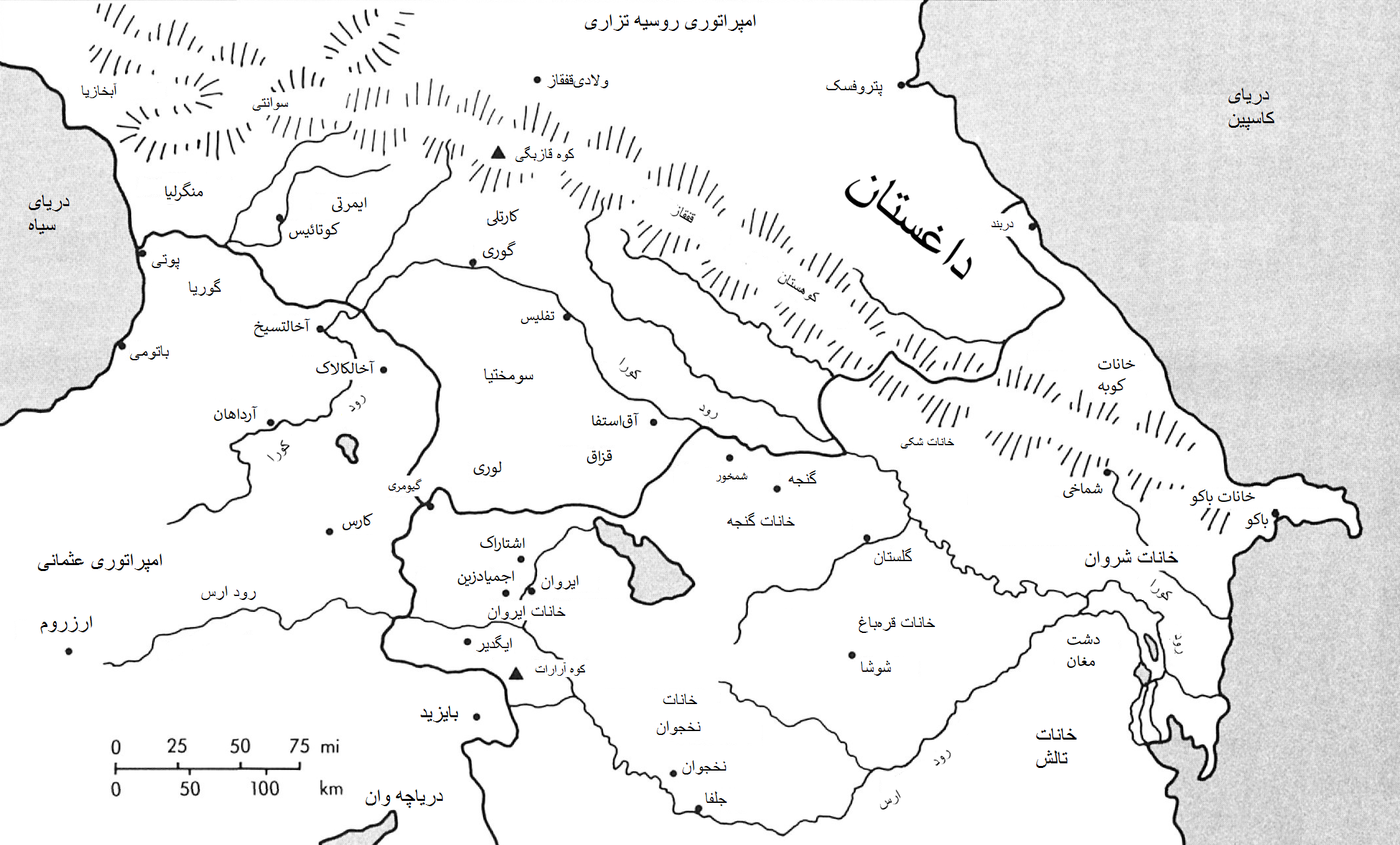
نقشه قفقاز در اوایل قرن نوزدهم میلادی

در ارمنستان شرقی نظام خان نشینی بود که در آن‌ها اداره امور به دست خان‌ها صورت می‌گرفت. عمده‌ترین حکومت خان‌نشین در این دوره خان‌نشین ایروان بود که بخش مرکزی ارمنستان شرقی را دربر می‌گرفت. محل‌ها یا ناحیه‌ها توسط بلوکها، شهرها به دست کلانترها و روستاها توسط دهیارها که همگی از سوی خان یا سردار ایروان انتخاب می‌شدند، اداره می‌شد. وظیفه اصلی خانات و بلوکات ارمنستان جمع مالیات و تدارکات قشون بود.
خان‌نشین ایروان به پانزده محل (ناحیه)، تقسیم شده بود که شامل: «ماسیس، سورمالی، آرماویر، تالین، آپاران، دزاقکادزور، آشتاراک، کاربی، سوان» و غیره می‌شد.
در راس اداری این قلمرو، خان قرار داشت که از طرف شاه منصوب می‌گردید و حکومت وی عملاً بدون محدودیت بود و تمام کارها را خودسرانه انجام می‌داد. برای اداره کارهای خان مقام‌های متعددی وجود داشتند. نظیر خزانه دار (رئیس امور مالی)، صندوقدار (مأمور خرج)، انباردار (رئیس انبارها)، محاسب (مالیاتچی)، قلعه-بیگ (رئیس قلعه‌ها) و غیره.
در ۱۶۵۰ میلادی، در زمان حکومت صفویان برای جلب رضایت و اعتماد ارمنی‌های منطقه به دستور دولت مرکزی تعدادی از ارمنیان معتمد شهر به سمت «ملک» یا خان منصوب شدند. اینان تحت نظر حاکم شهر مسئولیت جمع‌آوری خراج، رسیدگی به امور ارمنی‌های شهر و همچنین فرماندهی سپاهیان پیادهٔ متشکل از ارمنیان را در زمان جنگ به عهده داشتند.
با به قدرت رسیدن نادر شاه، سپاهیان وی وارد قفقاز شدند. در چندین مرحله، سپاه عثمانی را شکست دادند و آنان را مجبور به عقب‌نشینی از خان‌نشین ایروان کردند. نادرشاه، که ارمنیان را متحدی قابل اطمینان در مقابل عثمانی می‌دید، استقلال داخلی خان نشین‌های قره باغ را به رسمیت شناخت و خان ایروان را از خان‌های ارمنی نخجوان به نام «موسی بیگیان» با نام «محمدقلی خان» به سمت حاکم ایروان منصوب کرد و در ادامهٔ سیاست‌های دوران صفویه، به خان‌های ارمنی خان‌نشین ایروان اختیارات بیشتری اعطا کرد. این وضعیت تا دوران قاجار ادامه داشت.
در ۱۷۴۵ میلادی و در زمان لشکرکشی دوم نادر شاه به قفقاز، «حسنعلی خان» به سمت حاکم ایروان منصوب شد. بعد از کشته شدن نادر شاه، به علت ناآرامی‌های سیاسی در ایران «حسنعلی خان» سیاستی کاملاً مستقل در پیش گرفت و این وضعیت برای مدتی طولانی باقی ماند.

## حکومت داری خان‌ها

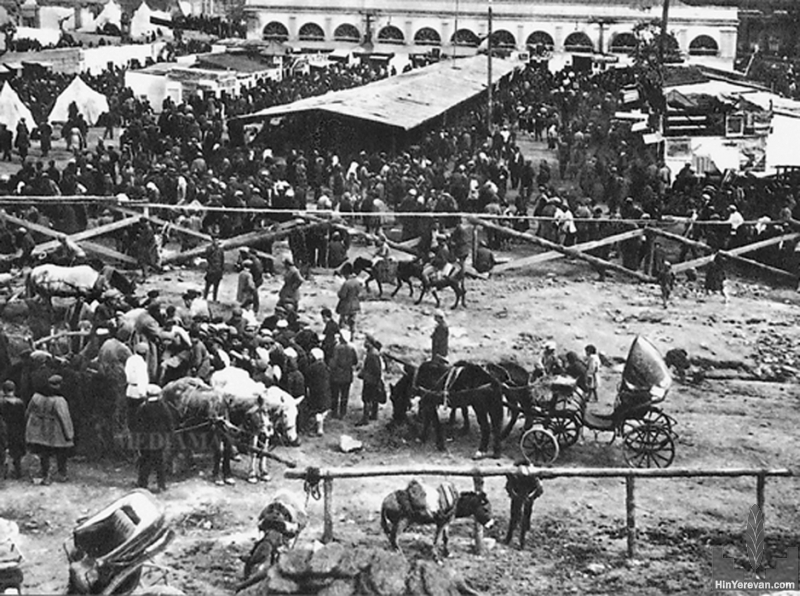
بازارچه قدیمی ایروان مربوط به دوران قاجار

سفر ژان شاردن به ایروان مصادف است با حکمرانی «صفی قلی خان». شاردن دربارهٔ وی نیز به تفصیل نوشته‌است که چطور حرم‌سرای خان از نظر تعداد زنان چیزی کمتر از حرمسرای شاه نداشته و در آن، از همهٔ ملل اطراف زنان زیبا را، که به زور به آنجا آورده بودند، نگهداری می‌کردند. ضمناً، خان عادت داشته تا هر روز شنبه در شهر بگردد و در صورتی که در مقابل خانه‌ای توقف می‌کرده صاحب خانه به رسم تشکر از الطاف خان می‌بایستی به وی پیشکشی گران‌قیمت اهدا می‌کرده که شاردن نیز از این لطف بی نصیب نمانده‌است.
هر چند که حاکمان خان‌نشین ایروان از طرف دربار منسوب می‌شدند ولی به علت موقعیت حساس منطقه نسبت به خان‌های مناطق دیگر ایران دارای اختیارات بیشتری بودند. از آنجایی که این خان‌نشین بر سر راه اصلی بازرگانی قرار داشت خان‌های ایروان از عوارضی که بر کالاهای عبوری بسته می‌شد درآمد سرشاری نصیب خود می‌کردند. اکثر آنان از این فرصت استفاده می‌بردند، مناطق وسیعی در داخل ایران خریداری می‌کردند و تبدیل به مالکان عمده می‌شدند.
خان ایروان ملزم به پرداخت باج و خراج به دربار نبود بلکه وظیفه داشت با وجوهی که از اهالی گرد می‌آورد سپاهیان منطقه را تجهیز و نگهداری کند البته، خان‌ها برای حفظ موقعیت خود به بهانه‌های مختلف پیشکش‌های گران بهایی برای شاه می‌فرستادند که هزینهٔ آن‌ها بر دوش اهالی بود. در دربار ایران، خان‌های ایروان دارای مقامی ممتاز بودند و لقب «سردار» یا «بیگلربیگ» را داشتند و می‌توانستند به نام پادشاه با همسایگان مذاکره کنند.
حکومت مرکزی به هیچ وجه در مسائل داخلی این خان نشین‌ها دخالت نمی‌کرد و به همین علت، خان‌ها بدون واهمه به خود اجازه می‌دادند تا به هر شکل که مایل اند با اهالی رفتار کنند. در واقع، کلام خان برای اهالی قانونی بی چون و چرا بود. خان‌ها خود را مختار می‌دانستند که به هر عملی دست بزنند تا جایی که در زمان حکومت پسر «امیرگوناخان» یعنی «طهماسب قلی فرشان ملیک ست»، جاثلیق ارمنیان (رهبر مذهبی کل ارمنیان)، را به علت مخالفت با طهماسب قلی به دستور وی در ملاء عام کتک زدند. خان‌های ایروان به علت موقعیت حساس خود بارها به سبب ضعف حکومت مرکزی سیاستی کاملاً مستقل در پیش گرفتند و حاکمیت بر این خان نشین‌ها برای مدتی موروثی شد.
به علت نبود یک حکومت مرکزی مقتدر در ایران، خان‌های محلی نه تنها به شکلی کاملاً مستقل به حکومت خود ادامه می‌دادند بلکه برای توسعهٔ مناطق تحت حاکمیتشان به جنگ با یکدیگر نیز می‌پرداختند.
با تسلط دربار قاجار بر خان‌نشین ایروان، اختیارات خان‌های ارمنی بسیار محدود شد و آن‌ها فقط اجازهٔ مداخله در مسائل داخلی ارمنیان شهر را داشتند.
در این دوران، اکثر خان‌های ایروان برای افزایش درآمد خود به بهانه‌های مختلف شروع به اخذ عوارض گوناگون از کالاهای عبوری کردند. این امر باعث نوعی بی نظمی در مبالغ مطالبه شده از بازرگانان و لطمه به تجارت منطقه شد. همچنین برای سهولت کار خود منطقه و شهر را به مناطق کوچک‌تر و محلات مختلف تقسیم کردند و هر محله را به یک خان کوچک‌تر تحویل دادند که در مقابل آن وجهی را به منزلهٔ خراج دریافت می‌کردند. این خان‌ها مختار بودند تا به هر شکلی که می‌خواهند خراج پرداختی را از اهالی شهر وصول کنند. این مسئله باعث افزایش بی عدالتی، بالا گرفتن نارضایتی اهالی و در بعضی موارد اتفاقات خونینی شد.
مسروپ تاغیادیان، یکی از نویسندگان نامی ارمنیان سده نوزدهم دربارهٔ مالیات‌های حسینقلی خان سردار ایروانی، می‌نویسد:
«به نحو وحشیانه‌ای ظلم و غارت می‌کرد. هر وسیله‌ای که در خانه روستائیان پیدا می‌نمود غصب می‌نمود و در صورت نبودن چیزی، زنان و فرزندانشان را تصاحب می‌کرد. با کتک زدن از آن‌ها طلا می‌گرفت و با غارت اموال مردم، در قزوین عمارت می‌ساخت و خزانه خود را غنی تر می‌نمود.»

## اقتصاد

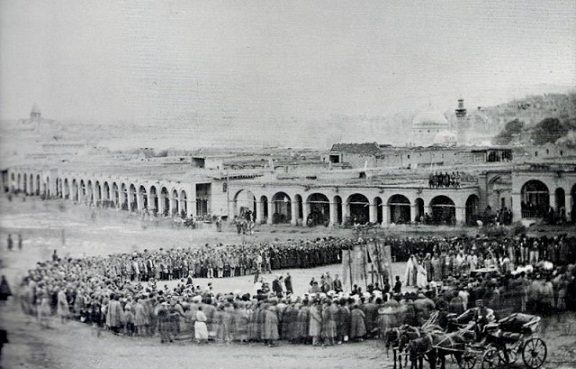
بازارچه قدیمی ایروان مربوط به دوران قاجار

وضیعت روستاییان در این دوره بهبودی چندانی نیافت و هنر و صنعت نه تنها رشدی نداشت بلکه در بسیاری از شاخه‌ها متوقف شد. اگرچه هنوز ارمنیان عمدهٔ تولیدات هنری و صنعتی را در دست داشتند به دلیل محدودیت‌های موجود تلاش چندانی برای نوآوری و شکوفایی در این دو زمینه صورت نمی‌گرفت زیرا هنرمندان و صنعتگران مجبور بودند تأمین نیازهای حاکمان وقت را در اولویت فعالیت‌های خود قرار دهند.
تجارت نیز که از مدت‌ها پیش با کوچ ارمنیان به ایران عملاً متوقف شده بود اگرچه به تدریج جان گرفت بیشتر مناطق داخلی ارمنستان را در بر می‌گرفت و در نهایت به کشورهای حوزهٔ قفقاز و ایران محدود شد و هیچ‌گاه دوباره به عظمت جهانی ای که در گذشته باعث پیوند ارمنستان به کشورهای اروپایی و آسیای دور می‌شد دست نیافت.
به این ترتیب، با ضعف تجارت و قدرت بازرگانان که در گذشته رکن اساسی سیاست ارمنستان را تشکیل می‌داد و حلقهٔ پیوند ارمنستان با دنیای خارج بودند ارمنستان از لحاظ نقش آفرینی سیاسی نیز دچار ضعف شدید شد.
در اواخر حکومت خان‌ها، اقتصاد ایروان شامل صنایع کوچک کارگاهی بود. صنایع کوچک به وسیلهٔ یک استادکار و یک یا دو شاگرد در کارگاه‌ها و مغازه‌هایی که در سطح شهر پراکنده بودند انجام می‌شد. این کارگاه‌ها عمدتاً در اطراف میدان‌ها و گذرگاه‌های اصلی شهر تمرکز داشتند. شیشه‌گری و ساختن توپ و باروت از جملهٔ این صنایع بودند که مستقیماً تحت نظارت خان قرار داشتند و به‌طوری‌که جیمز موریه می‌گوید: «هیچ‌کس اجازهٔ ورود به این کارگاه‌ها را نداشت.» از آنجایی که تعدادی از این کارگاه‌ها احتیاج به نیروی مکانیکی داشتند در کنار دو رود جاری قرار گرفته بودند تا از نیروی محرکهٔ آب استفاده کنند.
از آنجایی که ایروان برسر راه بازرگانان کشورهای دور و نزدیک قرار داشت حدود بیست صراف تحت نظارت خان در این شهر فعالیت می‌کردند.
به غیر از صنعتگرانی که در کارگاه‌ها مشغول به کار بودند صنعتگران دورگردی نیز وجود داشتند که در شهر می‌گشتند.
همگام با گسترش بازرگانی، اصناف مختلف نیز رونق یافتند. استادکاران اصناف یک شکل گرد هم آمدند و تشکیل صنف‌های مختلف را دادند که تعداد کل آن‌ها بالغ بر نوزده صنف بود و هر کدام برای خود رهبری به نام «پیر» انتخاب کردند. هر صنف دارای پرچمی بود که در اعیاد مهم همچون کریسمس، عید پاک و غیره در خیابان‌ها گردانده می‌شد. وظیفهٔ اصلی هر صنف حمایت از اعضای آن، تعیین نرخ تولیدات، تنبیه فرد متخلف از تصمیمات و همچنین تلاش در جهت بهبود وضعیت شهر بود.

## فهرست خان‌ها و حاکمان ایروان

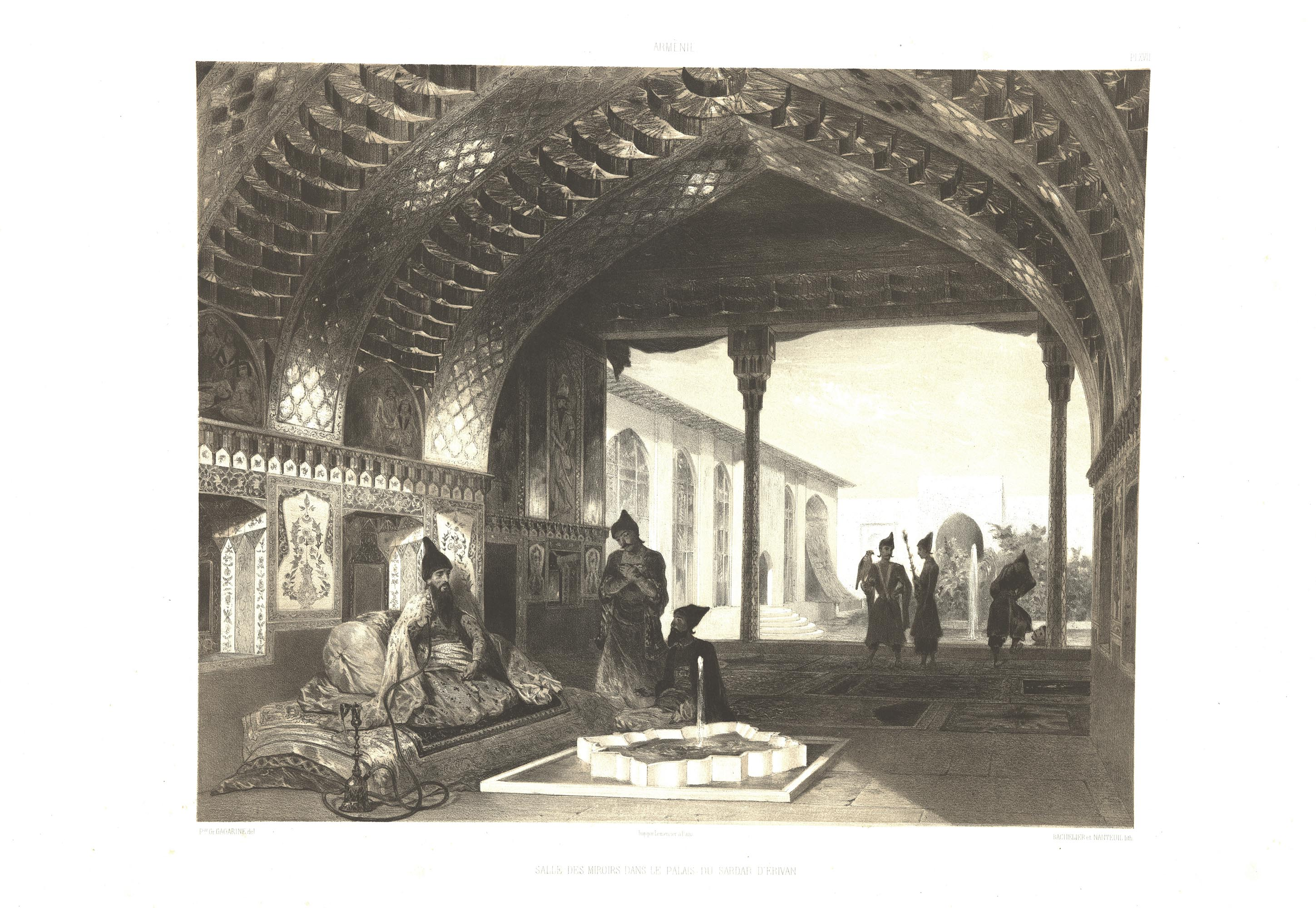
کاخ خان‌های ایروان (نقاشی متعلق به اوایل سده نوزدهم میلادی)

فهرست حاکمان (بیگلربیگی) ایروان از ابتدای دوره صفوی تا زمان جدایی ایروان از ایران در دوره فتحعلی شاه قاجار:
- محمدخان استاجلو ١٥٧٨م تا ١٥٨٣م

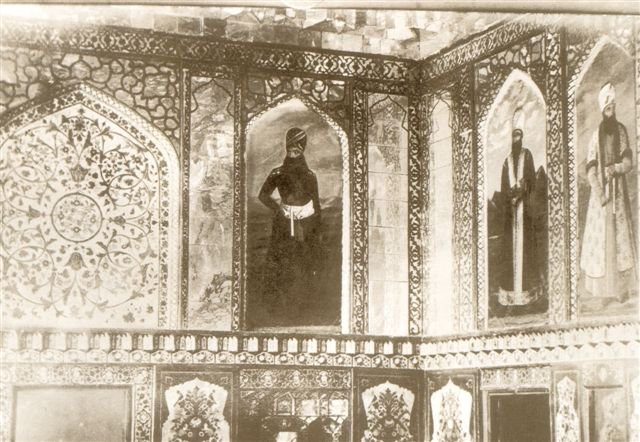
نقاشی سرداران ایروانی در کاخ سردار ایروان

- امیر گونه خان قاجار ۱۶۰۴م تا ۱۶۲۵م
- طهماسب قلی خان قاجار ۱۶۲۵ تا ۱۶۳۵م
- اشغال ایروان توسط دولت عثمانی
- کلبعلی خان گرجی ۱۶۳۶م تا ۱۶۳۹
- محمدقلی خان جغتای ۱۶۳۹م تا ۱۶۴۸م
- کیخسرو خان چرکس ۱۶۴۸م تا ۱۶۵۳م
- محمدقلی خان سعدلو ۱۶۵۴م تا ۱۶۵۶ م
- نجفقلی خان چرکس ۱۶۵۶م تا ۱۶۶۳ م
- عباسقلی خان قاجار ۱۶۶۳م تا ۱۶۶۶م
- صفی‌قلی خان لزگی  ۱۶۶۶م تا ۱۶۷۴م
- ساری‌خان بیگ ۱۶۷۴م
- صفی‌قلی خان داغستانی ۱۶۷۴م تا ۱۶۷۹م
- زال خان ۱۶۷۹م تا ۱۶۸۸م
- محمدقلی خان ۱۶۹۰م تا ۱۶۹۳م
- فضلعلی خان ۱۶۹۳م
- الله‌قلی‌خان قاجار ۱۶۹۵م تا ۱۶۹۸م
- فضلعلی خان ۱۷۰۰م
- محمدخان ۱۷۰۴م
- عبدالصمد خان ۱۷۰۵م
- محمدعلی خان داغستانی ؟ تا ۱۷۱۶م
- مهرعلی خان داغستانی ۱۷۱۹م تا ۱۷۲۳م
- محمدقلی خان سعدلو ۱۷۲۳م
- اشغال ایروان توسط دولت عثمانی
- موسی بیگیان با نام محمدقلی خان، از خان‌های ارمنی نخجوان  ۱۷۳۵م تا ۱۷۳۶م
- پیرمحمدخان ۱۷۳۶م
- حسنعلی خان ۱۷۴۸م تا ۱۷۵۰م
- خلیل خان ۱۷۵۲م تا ۱۷۵۵م
- حسنعلی خان قاجار ۱۷۵۵م تا ۱۷۶۲م
- حسینعلی خان قاجار ۱۷۶۲م تا ۱۷۸۳م
- غلامعلی خان قاجار پسر حسینعلی خان ۱۷۸۳م تا ۱۷۸۴م
- محمدقلی‌خان قاجار ۱۷۸۴م تا ۱۸۰۴م
- مهدی‌قلی‌خان قاجار ۱۸۰۴م تا ۱۸۰۶م
- احمدخان مقدم مراغه ۱۸۰۶م تا ۱۸۰۷م
- حسینقلی خان سردار ایروانی ۱۸۰۷م تا ۱۸۲۸م